# Picradeniopsis
Picradeniopsis är ett släkte av korgblommiga växter. Picradeniopsis ingår i familjen korgblommiga växter.
Kladogram enligt Catalogue of Life:
| Picradeniopsis | \| \| Picradeniopsis oppositifolia \| \| \| \| \| \| Picradeniopsis woodhousii \| \| \| \| |
|                | \| \| Picradeniopsis oppositifolia \| \| \| \| \| \| Picradeniopsis woodhousii \| \| \| \| |
|                | Picradeniopsis oppositifolia                                                               |
|                |                                                                                            |
|                | Picradeniopsis woodhousii                                                                  |
|                |                                                                                            |

## Bildgalleri

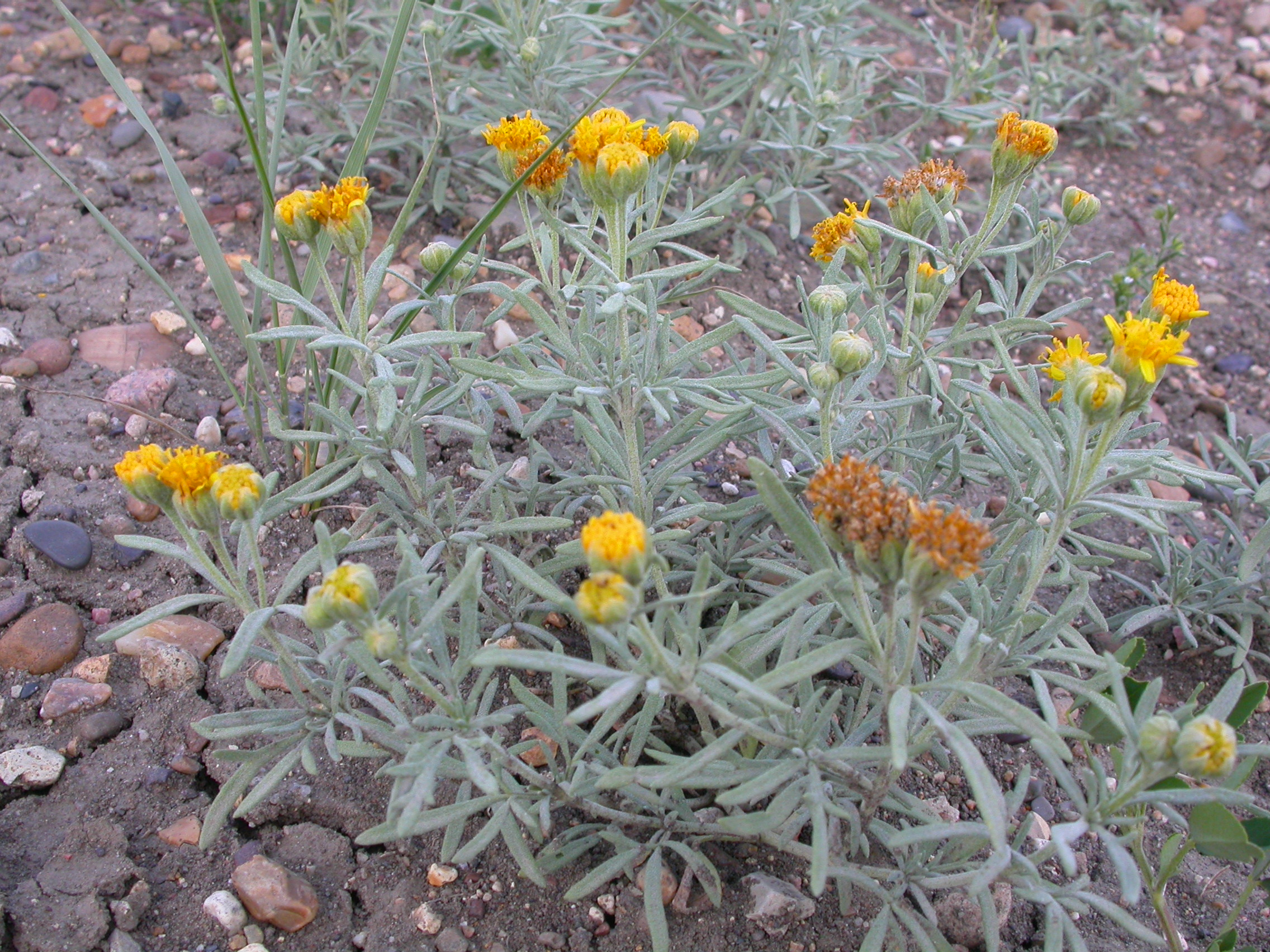
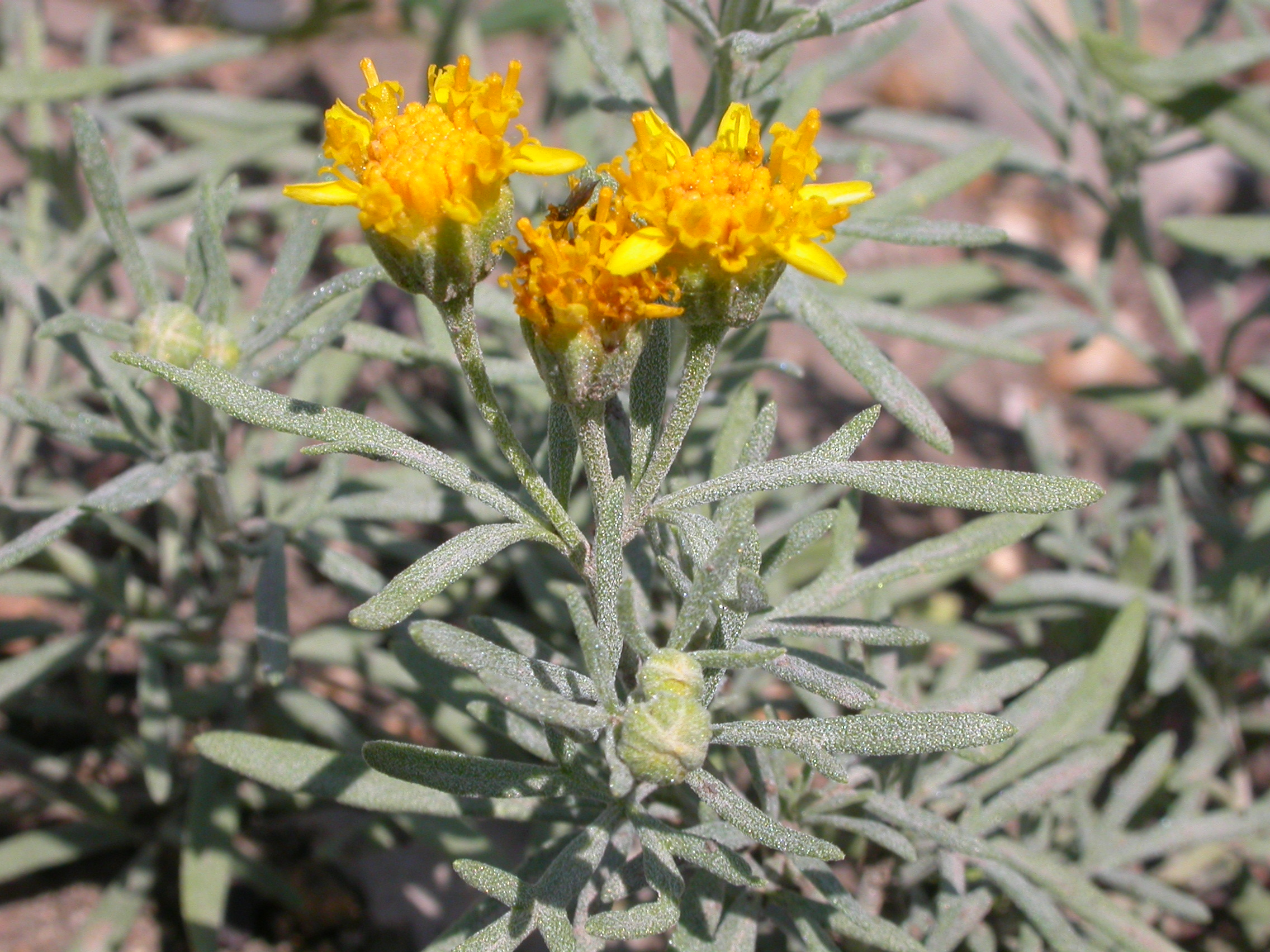
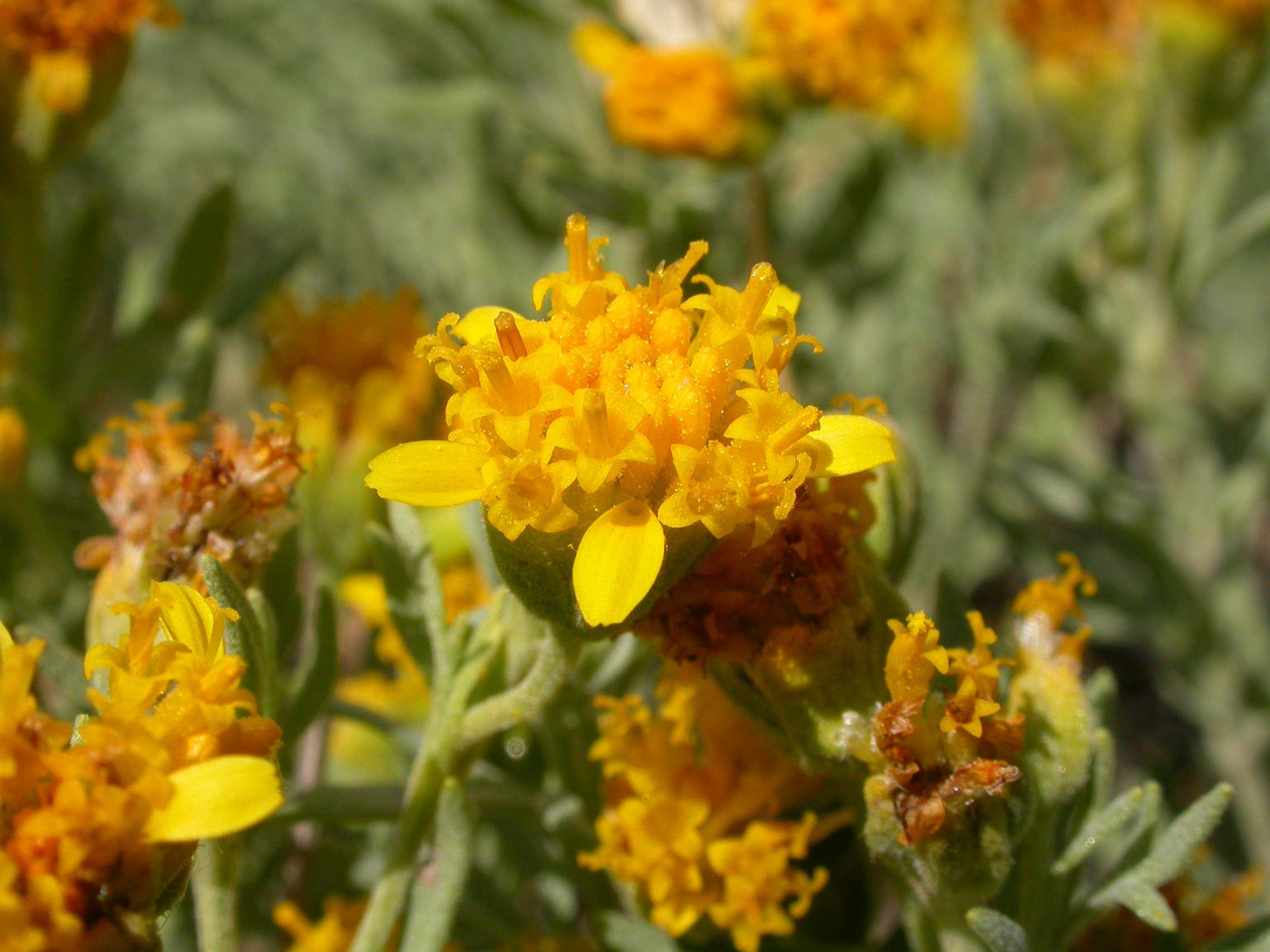
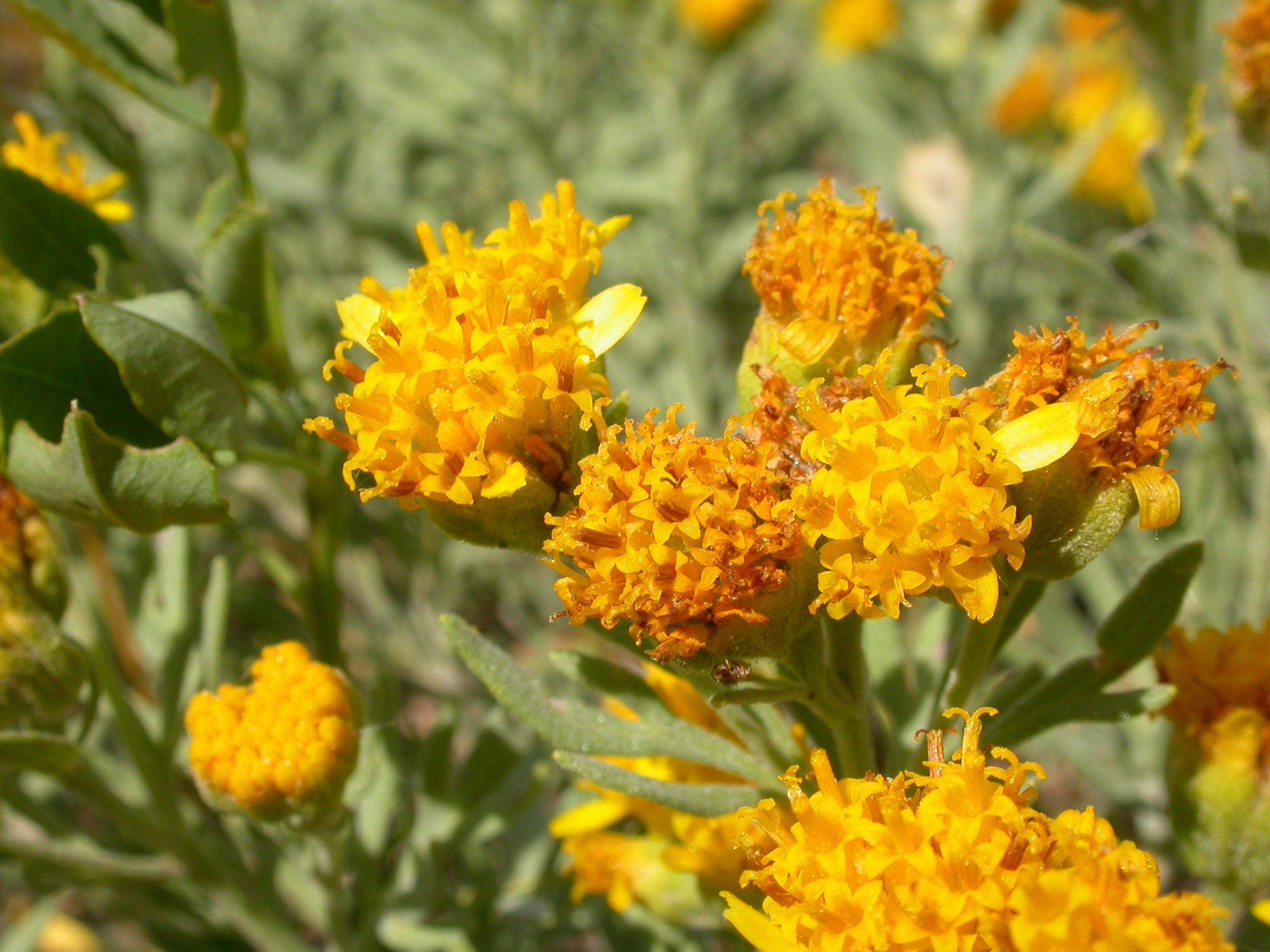
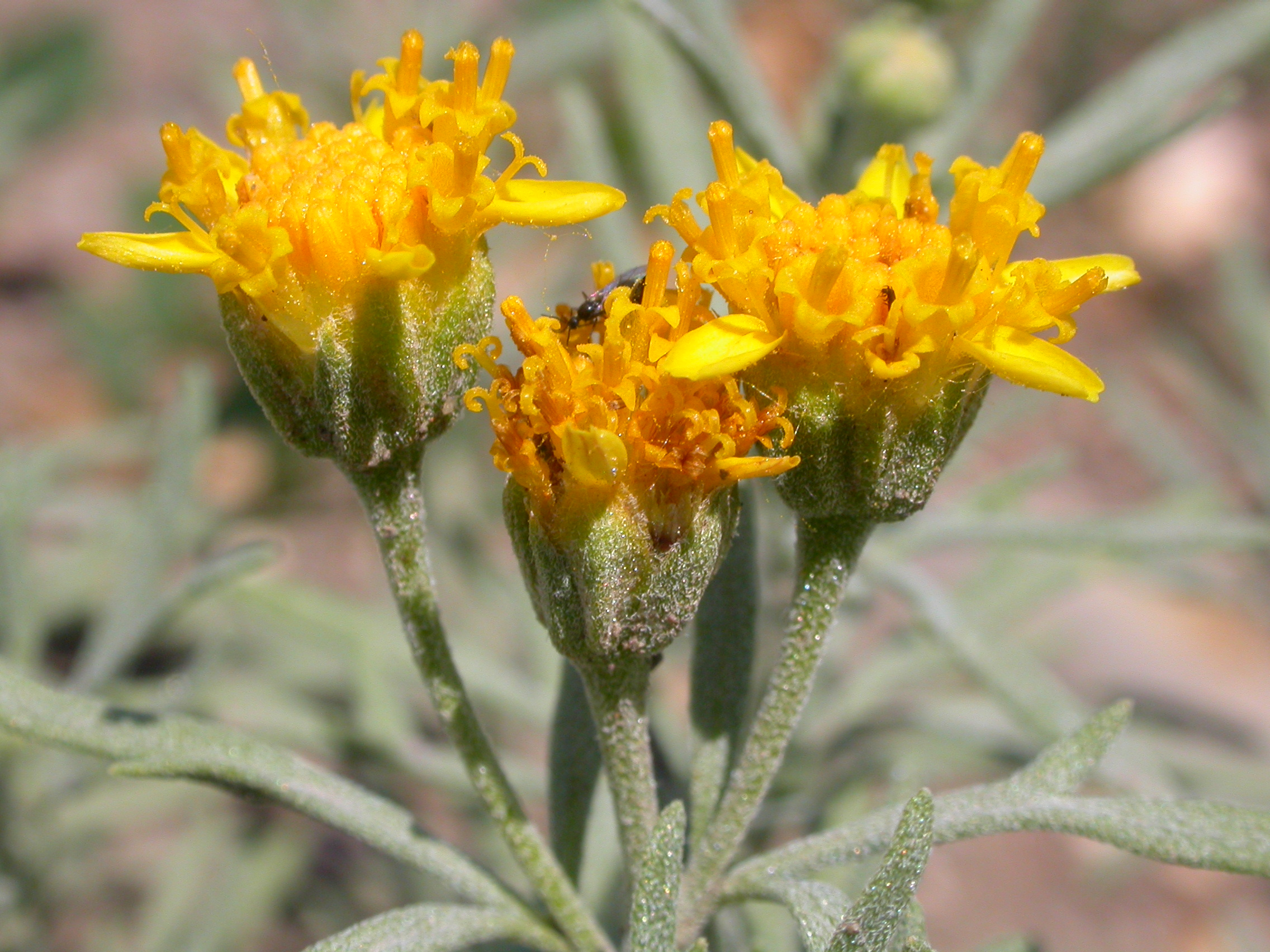